# Investitionsabzugsbetrag
Als Investitionsabzugsbetrag wird nach deutschem Steuerrecht eine den Gewinn außerhalb der Bilanz mindernde Rechengröße bezeichnet, die von  Unternehmen gemäß § 7g EStG für künftige Investitionen in Wirtschaftsgüter gebildet werden kann. Der Investitionsabzugsbetrag hat im Zuge der Unternehmensteuerreform 2008 die frühere Ansparabschreibung abgelöst.
Der Investitionsabzugsbetrag ermöglicht einem Unternehmen die Vorverlagerung von Abschreibungen in ein Wirtschaftsjahr vor der Anschaffung oder Herstellung eines Wirtschaftsgutes. Damit sinkt zwar im Jahr der Inanspruchnahme des Investitionsabzugsbetrages die Steuerbelastung, erhöht sich allerdings entsprechend in späteren Jahren. Aufgrund des progressiven Einkommensteuertarifs kann durch geschickte Ausübung des Wahlrechts in der mehrjährigen Betrachtung ein endgültiger Steuervorteil entstehen. Hinzu kommt ein Liquiditätsvorteil aus dem Steuerstundungseffekt.
Steuertechnisch ist der Investitionsabzugsbetrag außerhalb der Steuerbilanz oder außerhalb der Einnahmen-Überschuss-Rechnung zu berücksichtigen, während die Ansparabschreibung innerhalb der Bilanz erfolgte.

## Rechtslage bis 2006 (Ansparabschreibung)
Kleine und mittlere Unternehmen konnten für die künftige Anschaffung oder Herstellung eines neuen beweglichen Wirtschaftsgutes des Anlagevermögens gemäß § 7g EStG eine den Gewinn mindernde Rücklage bilden; diese Rücklage wurde als Ansparabschreibung bezeichnet. Die Rücklage durfte maximal 40 Prozent der Anschaffungs- oder Herstellungskosten des Wirtschaftsgutes betragen, das der Unternehmer innerhalb der folgenden zwei (Existenzgründer fünf) Jahre anschaffen oder herstellen wollte. Insgesamt war die Rücklagenbildung auf 154.000 (Existenzgründer 307.000 Euro) für jeden Betrieb des Steuerpflichtigen beschränkt.
- Die Bildung und Auflösung der Rücklage muss in der Buchführung verfolgt werden können.
- Sobald für das Wirtschaftsgut Abschreibungen vorgenommen werden dürfen (ab Zeitpunkt der Anschaffung oder Fertigstellung), ist die Rücklage gewinnerhöhend aufzulösen.

Wurde die geplante Investition nicht vorgenommen, war die Ansparrücklage spätestens am Ende des zweiten (Existenzgründer: fünften), auf die Bildung der Rücklage folgenden Wirtschaftsjahres gewinnerhöhend aufzulösen. In diesem Fall war der Gewinn des Wirtschaftsjahres, in dem die Rücklage aufgelöst wird, für jedes volle Wirtschaftsjahr, in dem die Rücklage bestanden hat, um 6 Prozent (Existenzgründer: 0 Prozent) des aufgelösten Rücklagenbetrages zu erhöhen.
Waren die Anschaffungs- bzw. Herstellungskosten niedriger als geplant, wurde der Gewinn ebenfalls um 6 Prozent der Differenz zwischen Ansparabschreibung und tatsächlicher Abschreibung erhöht.
Wenn zum Beispiel für die Anschaffung eines Pkw eine Ansparrücklage gebildet worden ist, darf hierfür später kein Lkw angeschafft werden. Zumindest müssen die Wirtschaftsgüter „funktionsidentisch“ sein. So ist es zum Beispiel unschädlich, wenn statt der geplanten Anschaffung eines Mercedes ein BMW angeschafft wird, weil beide Wirtschaftsgüter funktionsidentisch sind.
In der Praxis hat die Ansparabschreibung dazu geführt, dass insbesondere finanziell schwache Unternehmen sich durch Bildung solcher Rücklagen „Steuerstundungen“ verschafft haben, obwohl tatsächlich keine Investition geplant war. Das geht gut, wenn im Zeitpunkt der Auflösung der Rücklage genügend Liquidität vorhanden ist.
Zweiter Effekt war, die Steuerprogression durch Gewinn-Verschiebungen zu glätten.

## Rechtslage 2008 bis 2015 (Investitionsabzugsbetrag)
Mit der Unternehmensteuerreform 2008 ergaben sich wesentliche Änderungen bei § 7g EStG. Diese Änderungen galten überwiegend bereits für Jahresabschlüsse ab 2007, insbesondere dann, wenn das Wirtschaftsjahr mit dem Kalenderjahr übereinstimmt, denn die Neuregelung war erstmals für Wirtschaftsjahre anzuwenden, die nach dem 18. August 2007 (Tag der Verkündung des Gesetzes im Bundesgesetzblatt) endeten oder für Wirtschaftsgüter, welche nach dem 31. Dezember 2007 angeschafft oder hergestellt wurden (§ 52 Abs. 23 EStG).
Aus der Ansparabschreibung wurde der Investitionsabzugsbetrag:
- Der Investitionsabzugsbetrag kann bis zu 40 Prozent der voraussichtlichen Anschaffungskosten/Herstellungskosten eines neuen oder gebrauchten, beweglichen Wirtschaftsgutes betragen (§ 7g Abs. 1 Satz 1 EStG). Der Höchstbetrag für die insgesamt am Bilanzstichtag abgezogenen Beträge beträgt € 200.000.
- Bei Gewerbetreibenden oder der selbständigen Arbeit dienenden Betrieben, die ihren Gewinn durch Betriebsvermögensvergleich gemäß § 4 Abs. 1 bzw. § 5 Abs. 1 EStG ermitteln, darf das Betriebsvermögen höchstens € 235.000 betragen; bei Betrieben, die ihren Gewinn durch Einnahmenüberschussrechnung ermitteln, darf der Gewinn (vor Abzug des Investitionsabzugsbetrages) höchstens € 100.000 betragen.
- Es muss die Anschaffung eines Wirtschaftsgutes in den folgenden drei Jahren nach Abzug des Investitionsabzugsbetrages geplant sein. Das Wirtschaftsgut muss „seiner Funktion nach“ bezeichnet werden.
- Im Zeitpunkt der Anschaffung des Wirtschaftsguts erfolgt zwingend eine außerbilanzielle Hinzurechnung in Höhe von 40 Prozent der Anschaffungskosten/Herstellungskosten, maximal jedoch in Höhe des geltend gemachten Abzugsbetrag (§ 7g Abs. 2 EStG). Gleichzeitig können die Anschaffungskosten/Herstellungskosten des Wirtschaftsguts entsprechend ergebniswirksam innerbilanziell gekürzt werden, d. h. die Kürzung der Anschaffungskosten/Herstellungskosten bilden Betriebsausgaben. Damit ergibt sich im Wirtschaftsjahr der Anschaffung keine Gewinnauswirkung, wenn der tatsächliche Investitionsaufwand dem prognostizierten Investitionsbetrag entspricht und das Wahlrecht zur Kürzung der Anschaffungskosten ausgeübt wird. Der verbleibende Betrag ist nun AfA-Bemessungsgrundlage. Gegebenenfalls ist eine Mittelstandssonderabschreibung von insgesamt maximal 20 Prozent neben der normalen AfA möglich.
- Das Wirtschaftsgut muss mindestens bis zum Ende des auf die Anschaffung folgenden Wirtschaftsjahres in einer inländischen Betriebsstätte zu mindestens 90 Prozent betrieblich genutzt werden.
- Jedes Wirtschaftsgut ist einzeln zu dokumentieren.
- War der Investitionsabzugsbetrag zu hoch und erfolgen auch innerhalb des verbleibenden Investitionszeitraums keine weiteren Investitionen, ist der Rest nach Ablauf der Investitionsfrist rückwirkend gewinnerhöhend aufzulösen.
- Unterbleibt die Investition (§ 7g Abs. 3 EStG) oder wird die Nutzungsfrist nicht eingehalten (§ 7g Abs. 4 EStG), ist der Investitionsabzugsbetrag rückgängig zu machen. Eine Verzinsung erfolgt nur im Rahmen von § 233a AO.
- Auch ohne Inanspruchnahme des Investitionsabzugsbetrages kann bei Vorliegen der obigen Voraussetzungen eine Sonderabschreibung von 20 Prozent der Anschaffungskosten/Herstellungskosten in Anspruch genommen werden.
- Durch die neue Regelung kommt es bei fehlender Investition nicht im Jahr der Auflösung der Rücklage zu einer Gewinnerhöhung, sondern zu einer rückwirkenden Änderung des Steuerbescheids gem. § 175 Abgabenordnung für das Jahr der Geltendmachung des Investitionsabzugsbetrags. Eine sich daraus ergebende Steuernachforderung wird mit 6 Prozent p. a. verzinst, beginnend ab dem 16. Folgemonat der Steuerentstehung (ESt 2007 – Verzinsung ab 1. April 2009). Bei der alten Gesetzeslage kam es zu einem gewinnerhöhenden Zuschlag in Höhe von 6 Prozent des Rücklagebetrags, der zu versteuern war. Durch die Änderung können Gewinne bei fehlender Investition nicht mehr in andere Veranlagungszeiträume verlagert werden, um z. B. einen niedrigeren Steuersatz zu nutzen.
- Die zur Ansparrücklage entwickelten Grundsätze wegen der Notwendigkeit einer verbindlichen Bestellung bei Existenzgründern im Jahr vor der Betriebseröffnung gelten nach Ansicht des Finanzgerichts Nürnberg für den  Investitionsabzugsbetrag modifiziert, da an den Nachweis der Investitionsabsicht keine übermäßig strengen Anforderungen zu stellen sind.[1]
- Die bereits erfolgte Anschaffung des begünstigten Wirtschaftsguts steht der nachträglichen Inanspruchnahme des Investitionsabzugsbetrags nicht entgegen. Das gilt auch, wenn der Investitionsabzugsbetrag nachträglich zum Ausgleich von Gewinnerhöhungen aufgrund einer Außenprüfung gestellt wird.[2]

### Besonderheiten 2009 und 2010
Bedingt durch das Konjunkturpaket gegen die Auswirkungen der Finanzkrise ergeben sich in den Jahren 2009 und 2010 nachfolgende, auf die beiden genannten Jahre befristete Änderungen:
- Die Gewinngrenze wird von € 100.000 auf € 200.000 angehoben (nur bei Gewinnermittlung durch Einnahmen-Überschussrechnung).
- Das Betriebsvermögen darf anstatt maximal € 235.000 nun bis zu € 335.000 betragen (nur bei Bilanzierenden).
- Der Wirtschaftswert oder Ersatzwirtschaftswert von Betrieben der Land- und Forstwirtschaft darf anstatt maximal € 125.000 nun bis zu € 175.000 betragen.

## Rechtslage ab 2016 (Investitionsabzugsbetrag)
Ab dem Veranlagungszeitraum 2016 wurde der Investitionsabzugsbetrag neu geregelt.
Mit dem Jahressteuergesetz vom 21. Dezember 2020 sind "die bislang maßgebenden unterschiedlichen Betriebsgrößengrenzen als Voraussetzung für die Inanspruchnahme von Investitionsabzugsbeträgen (...) durch eine für alle Einkunftsarten geltende Gewinngrenze von 200.000 Euro ersetzt (worden). Dadurch profitieren neben Existenzgründern auch viele weitere kleine und mittelständische Unternehmen von der Steuervergünstigung. Die neue einheitliche Gewinngrenze gilt auch für die Inanspruchnahme von Sonderabschreibungen nach § 7g EStG. Darüber hinaus werden die begünstigten Investitionskosten von 40 auf 50 Prozent erhöht und vermietete Wirtschaftsgüter können künftig uneingeschränkt berücksichtigt werden."